# Ritratto di Jean-François Gilbert
Il Ritratto di Jean-François Gilibert (Portrait de Jean-François Gilibert) è un quadro dipinto tra il 1804 e il 1805 da Jean-Auguste-Dominique Ingres. L'effigiato, un avvocato, originario di Montauban come Ingres, era uno degli amici stretti del pittore; egli è ritratto fino alle gambe in uno stile volutamente incompiuto. Dal 1937 il quadro fa parte delle collezioni del museo Ingres Bourdelle (inventario MI.37.2).

## Storia
L'opera appartenne all'effigiato fino alla sua morte, e in seguitò divenne di proprietà di sua figlia Pauline Gilbert, coniugata Montet. L'opera rimase a far parte della collezione della famiglia finché l'ultima proprietaria, la signora Fournier, la lasciò in eredità al museo Ingres di Montauban nel 1937.